# Рекен (Північний Рейн-Вестфалія)
Рекен (нім. Reken) — громада в Німеччині, знаходиться в землі Північний Рейн-Вестфалія. Підпорядковується адміністративному округу Мюнстер. Входить до складу району Боркен.
Площа — 77 км2. Населення становить 14 965 ос. (станом на 31 грудня 2020).